# Robert Silverberg
Robert Silverberg (New York, 15 gennaio 1935) è uno scrittore di fantascienza, curatore editoriale e sceneggiatore statunitense, ripetutamente vincitore, tra gli altri riconoscimenti, dei premi Hugo e Nebula.

## Biografia
Silverberg fu sin dall'infanzia un vorace lettore e cominciò a scrivere per riviste fantascientifiche dall'adolescenza. Studiò alla Columbia University, continuando a scrivere fantascienza. Esordisce nel 1954 con il racconto Gorgon Planet, pubblicato sulla rivista scozzese Nebula. Il primo romanzo pubblicato, nel 1955, fu un libro per ragazzi, La pattuglia dello spazio (Revolt on Alpha C). L'anno seguente vinse il suo primo premio Hugo, in qualità di "migliore scrittore esordiente" e facendosi così conoscere come una delle giovani promesse della letteratura fantascientifica. Per sua ammissione, nei quattro anni successivi scrisse un milione di parole all'anno per il mercato fantascientifico. Nel 1959 quello stesso mercato crollò e Silverberg si riciclò in altri campi, dai racconti storici alla pornografia soft.
Nella metà degli anni sessanta gli scrittori di fantascienza cominciarono ad avere ambizioni letterarie maggiori. Frederik Pohl, editore di tre riviste fantascientifiche, diede carta bianca a Silverberg, che tornò alla fantascienza, approfondendo lo studio del suo primo amore letterario.
I libri che scrisse in questo periodo sono considerati dai critici lontani anni luce dai suoi primi lavori. Già da Violare il cielo (To Open the Sky, 1967), una serie di racconti in cui una nuova religione aiuta le persone a raggiungere le stelle, la differenza fu sostanziale. Mutazione (Downward to the Earth, 1970) fu probabilmente il primo libro fantascientifico post coloniale, in cui si sentiva l'eco di Joseph Conrad. Fra gli altri lavori del periodo non possiamo dimenticare Vertice di immortali (To Live Again, 1969), in cui le personalità dei morti possono essere trasferite, Monade 116 (The World Inside, 1971), uno sguardo su un futuro sovraffollato e Morire dentro (Dying Inside, 1972), un racconto su di un telepate che perde i suoi poteri.

### Alla guida della SFWA 1967 - 1968
Dopo la creazione della Science Fiction Writers of America (SFWA), il segretario-tesoriere del gruppo, Lloyd Biggle Jr., suggerì la creazione di un premio che sarebbe stato finanziato da un'antologia annuale. A differenza del pre-esistente Premio Hugo, i premi Nebula sarebbero stati selezionati dai professionisti che erano membri del gruppo. Nel 1966 durante il primo evento della SFWA Nebula Conference, il 1966 Nebula Award Weekend, furono annunciati i primi vincitori.
La modesta quota annuale d'iscrizione non era abbastanza per compensare i costi dell'organizzazione, Damon Knight si avvicinò alla Doubleday per mettere insieme un'antologia con le opere nominate per quell'anno: pubblicato nel 1966, Nebula Award Stories 1965 presentava i vincitori del 1966 e molti dei candidati.
Nel 1967, Knight abbandonò il suo ruolo di leader in SFWA, continuando la sua carriera con la serie di antologie Orbit. Silverberg lo sostituì, supervisionando un'organizzazione che ora comprendeva 300 membri. La minima quota associativa di SFWA causò al gruppo problemi finanziari continui. In risposta a tale situazione, Silverberg consegno' all'allora editore di fantascienza della Doubleday, Larry Ashmead, la seconda antologia. Questo libro raccoglieva storie importanti pubblicate prima dell'inizio dei Nebula Awards.
L'idea interessava Ashmead, che offriva un considerevole anticipo di 3000 $ (quasi 29000 $ nel 2013). La metà andrebbe agli autori, con un quarto designato per la tesoreria della SFWA e un altro quarto per Silverberg, che guidò il progetto.
Nel numero di dicembre 1967 sul The SFWA Bulletin, Silverberg ha lanciato un appello per le storie: " Le candidature saranno aperte durante tutto il 1968 per l'antologia SFWA delle classiche storie di fantascienza, che verranno pubblicate l'anno prossimo da Doubleday. Le storie da includere non dovrebbero essere più lunghe di 15.000 parole e devono essere state pubblicate entro il 31 dicembre 1964. I membri possono suggerire qualsiasi numero di storie per l'inclusione, ma non devono nominare il proprio lavoro. Il titolo provvisorio del libro è "Science fiction hall of fame". Speriamo di migliorarlo prima della pubblicazione, e i suggerimenti per un nuovo nome saranno ricevuti con gratitudine  ".
Le nomination si sono riversate nel corso dell'anno successivo e Silverberg ha raccolto 132 racconti di 76 autori diversi, la prima storia nominata fu The Eternal Man di D. D. Sharp del 1929. Raccolse le storie in un ballottaggio e definì agli iscritti di SFWA con una scadenza. I membri sono stati incaricati di selezionare 10 storie dalla lista (non più di una storia per autore) assicurandosi di tenere in mente la prospettiva storica. Silverberg sperava che le disposizioni avrebbero aiutato a mettere insieme un'antologia che dimostrasse l'evoluzione del genere.

## Premi letterari
- Nel 1969 vince il Premio Hugo per il miglior romanzo breve con Ali della notte (Nightwings);
- nel 1971 vince il Premio Nebula per il miglior romanzo con Il tempo delle metamorfosi (A Time of Changes);
- nel 1971 vince il Premio Nebula per il miglior racconto breve con Buone notizie dal Vaticano (Good News from the Vatican)
- nel 1974 vince il Premio Nebula per il miglior romanzo breve con Nati con la morte (Born With the Dead);
- nel 1981 vince il Premio Locus per il miglior romanzo fantasy con Il castello di Lord Valentine (Lord Valentine's Castle);
- nel 1985 vince il Premio Nebula per il miglior romanzo breve con In rotta per Bisanzio (Sailing to Byzantium);
- nel 1987 vince il Premio Hugo per il miglior romanzo breve con Gilgamesh all'inferno (Gilgamesh in the Outback);
- nel 1990 vince il Premio Hugo per il miglior racconto con Entra un soldato. Più tardi: ne entra un altro (Enter a Soldier. Later: Enter Another);
- nel 1999 vince il Premio Alex con l'antologia Legends (Legends: Stories by the Masters of Modern Fantasy);
- nel 2004 è stato insignito del Premio Grand Master dalla SFWA (associazione statunitense degli autori di fantascienza e fantasy).

## Opere
(elenco parziale, redatto a partire da quelli editi in italiano)

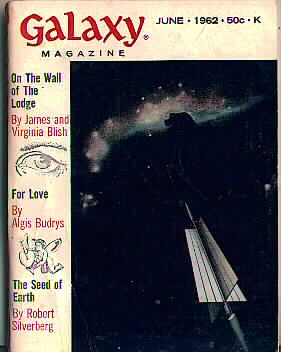

### Romanzi

#### Serie di Majipoor
- Il castello di Lord Valentine (Lord Valentine's Castle, 1980). Traduzione di Roberta Rambelli, Fantacollana n.45, Editrice Nord, 1982. Vincitore premio Locus e candidato al premio Hugo 1981[15]
- Cronache di Majipoor (Majipoor Chronicles, 1982). Traduzione di Roberta Rambelli, Fantacollana n.49, Editrice Nord, 1983
- Il Pontifex Valentine (Valentine Pontifex, 1983). Traduzione di Roberta Rambelli, Fantacollana n.57, Editrice Nord, 1984
- Il settimo santuario (The Seventh Shrine, 1998), romanzo breve contenuto in Legends (Legends: Short Novels by the Masters of Modern Fantasy, 1998), traduzione di Francesco Di Foggia, Sperling & Kupfer, 2001
- The Mountains of Majipoor (1995)
- Sorcerers of Majipoor (1997)
- Lord Prestimion (1999)
- The King of Dreams (2000)
- The Book of Changes (2003), romanzo breve
- The Sorcerer's Apprentice (2004), romanzo breve[16]
- Tales of Majipoor (2013)

#### Altri romanzi
- Padrone della vita, padrone della morte (Master of Life and Death, 1957). Traduzione di Maurizio Cesari, Galassia n.128, Casa Editrice La Tribuna, 1970
- Invasori terrestri (Invaders from Earth, 1958). Traduzione di Roberta Rambelli, Cosmo. Collana di Fantascienza n.130, Editrice Nord, 1983
- Il tempo della Terra (Stepsons of Terra, 1958). Traduzione di Vittorio Curtoni, Omicron Fantascienza n.1, SIAD Edizioni, 1981
- Stranieri dallo spazio (Aliens from space, 1958). Scritto con lo pseudonimo di David Osborne. Traduzione di Vanna Lombardi, Galassia n.12, Casa Editrice La Tribuna, 1961
- Su Marte segui il gatto (Lost Race of Mars, 1960). Traduzione di Carla Martinolli, Oscar Ragazzi n.7, Arnoldo Mondadori Editore, 1972
- Il sogno del tecnarca (Collision Course, 1961). Traduzione di Hilja Brinis, Urania n. 265, Arnoldo Mondadori Editore, 1961
- Le due facce del tempo (Starman's Quest, 1962). Traduzione di Mario Galli, Urania n.273, Arnoldo Mondadori Editore, 1962 -
- Invasori silenziosi (The silent invaders, 1963). Traduzione di Maria Benedetta De Castiglione, Urania n. 669, Arnoldo Mondadori Editore, 1975
- Brivido crudele (Thorns, 1967). Traduzione di Renato Prinzhofer, Cosmo. Collana di Fantascienza n.15, Editrice Nord, 1972
- Gli osservatori (Those Who Watch, 1967). Traduzione di Maurizio Nati, Cosmo. Collana di Fantascienza n.99, Editrice Nord, 1980
- Violare il cielo (To Open the Sky, 1967). Traduzione di M. A. Franci, Futuro. I Pocket di Fantascienza n.1, Ubaldo Fanucci Editore, 1972
- Quellen, guarda il passato! (The Time Hoppers, 1967). Come Quellen, guarda il passato, traduzione di Beata Della Frattina, Urania n.483, Arnoldo Mondadori Editore, 1968
- La città-labirinto o L'uomo nel labirinto (The Man in the Maze, 1968). Come La città labirinto, traduzione di Maria Benedetta De Castiglione, Urania n.498, Arnoldo Mondadori Editore, 1968
- Le maschere del tempo (The Masks of Time, 1968. Traduzione di M[aurizio] Gavioli, Futuro. Biblioteca di Fantascienza n.33, Fanucci Editore, 1977
- La civiltà degli eccelsi (Across a Billion Years, 1969). Traduzione di Maurizio Nati, Cosmo. Collana di Fantascienza n.110, Editrice Nord, 1981
- Ali della notte o Ali nella notte, Ali notturne (Nightwings, 1969). Come Dove portano tutte le strade, traduzione di M[aria] Benedetta De Castiglione, ne Il terzo libro delle metamorfosi, Urania n.508, Arnoldo Mondadori Editore, 1969
- Il paradosso del passato (Up the Line, 1969). Traduzione di Roberta Rambelli, Cosmo. Collana di Fantascienza n.71, Editrice Nord, 1978
- Vertice di immortali (To Live Again, 1969). Traduzione di Gabriele Tamburini, Cosmo. Collana di Fantascienza n.7, Editrice Nord, 1971
- I tre superstiti (Three Survived, 1969). Traduzione di Carla Martinolli, in Su Marte segui il gatto, Oscar Ragazzi n.7, Arnoldo Mondadori Editore, 1972
- Mutazione (Downward to The Earth, 1970). Traduzione di Roberta Rambelli, Cosmo. Collana di Fantascienza n.85, Editrice Nord, 1979
- Torre di cristallo (Tower of Glass, 1970). Traduzione di Riccardo Valla, Cosmo. Collana di Fantascienza n.25, Editrice Nord, 1973
- Il figlio dell'uomo (Son of Man, 1971). Traduzione di Giancarlo Tarozzi, I Libri di Robot n.12, Armenia Editore, 1979
- Il tempo delle metamorfosi (A Time of Changes, 1971). Traduzione di Maria Teresa Aquilano, Orizzonti. Capolavori di Fantasia e Fantascienza II, Fanucci Editore, 1974
- Monade 116 (The World Inside, 1971). Traduzione di Pier Antonio Rumigiani, Delta Fantascienza Fantasia Eroica n.14 Volume XIV, Delta,  1974
- Il secondo viaggio (The Second Trip, 1971. Traduzione di Roberta Rambelli, SF Narrativa d'Anticipazione n.21, Editrice Nord, 1980
- Vacanze nel deserto o Il libro dei teschi (The Book of Skulls, 1972). Traduzione di Gabriele Tamburini, Andromeda n.18, Dall'Oglio, 1975
- Morire dentro (Dying Inside, 1972). Traduzione di Rino Ferri, I Libri di Robot n.1, Armenia Editore, 1978
- L'amore al tempo dei morti o Nati con la morte (Born With the Dead, 1974), romanzo breve. Come Nati con la morte, traduzione di Giampaolo Cossato e Sandro Sandrelli, in Oltre il limite, SF Narrativa d'Anticipazione n.5, Editrice Nord, 1975
- L'uomo stocastico (The Stochastic Man, 1975). Traduzione di Lella Cucchi, Urania n.687, Arnoldo Mondadori Editore, 1976
- Shadrach nella fornace (Shadrach in the Furnace, 1976). Traduzione di Roberta Rambelli, SF Narrativa d'Anticipazione n.11, Editrice Nord, 1978
- Gilgamesh (Gilgamesh The King, 1984). Traduzione di Daniela Galdo, Il Libro d'Oro 16, Fanucci Editore, 1988
- L'ora del passaggio (Tom O'Bedlam, 1985). Traduzione di Giampaolo Cossato e Sandro Sandrelli, Cosmo. Collana di Fantascienza n.167, Editrice Nord, 1986
- L'astro dei nomadi (Star of gypsies, 1986). Traduzione di Annarita Guarniero, Cosmo. Collana di Fantascienza n.187, Editrice Nord, 1986[17]
- La stagione dei mutanti (The Mutant Season, 1989); scritto con Karen Haber. Traduzione di Roldano Romanelli, Fantascienza 8, Sperling & Kupfer, 1992
- Lettere da Atlantide (Letters from Atlantis, 1990). Traduzione di Francesca Crisigiovanni e Vittoria Viscardi, Superjunior 51, Arnoldo Mondadori Editore, 1993
- Notturno (Nightfall, 1990); scritto con Isaac Asimov. Traduzione di Gino Scatasta, Bompiani, 1990
- Il volto delle acque (The Face of the Waters, 1991). Traduzione di Linda De Angelis, I Romanzi Sonzogno, Sonzogno, 1992
- Il figlio del tempo o Un bimbo arriva da lontano (The Ugly Little Boy, 1991); scritto con Isaac Asimov. Traduzione di Gino Scatasta, Bompiani, 1991
- Robot NDR-113 (The Positronic Man, 1992); scritto con Isaac Asimov. Traduzione di Gino Scatasta, Bompiani, 1992. ISBN 8845219550
- I viaggiatori di Jespodar (Kingdoms of the Wall, 1992. Traduzione di Andrea Di Gregorio, I Romanzi Sonzogno, Sonzogno, 1993. ISBN 9788845405433
- Domani l'apocalisse (Hot Sky at Midnight, 1993). Traduzione di Anna Maria Sommariva, I Romanzi Sonzogno, Sonzogno, 1994
- L'arca delle stelle (Starborne, 1996). Traduzione di Giuliano Acunzoli, Urania n.1306, Arnoldo Mondadori Editore, 1997
- Gli anni alieni (The Alien Years, 1998). Traduzione di Cecilia Scerbanenco, Urania nn. 1360 e 1362, Arnoldo Mondadori Editore, 1998
- Pianeta senza scampo (The Longest Way Home, 2002).  traduzione di Fabio Feminò, Urania n. 1493, Arnoldo Mondadori Editore, 2004 . Ristampa in Urania n. 1637 "I capolavori", Arnoldo Mondadori Editore, 2016.
- Andarsene o La partenza (Going, 1971), racconto lungo. Come Andarsene, traduzione di Giampaolo Cossato e Sandro Sandrelli, in Oltre il limite, SF Narrativa d'Anticipazione n.5, Editrice Nord, 1975
- Roma Eterna (Roma Eterna, 2003), romanzo, traduzione di Mara Gini, Editrice Elara, 2003

### Antologie personali
- Buone notizie dal Vaticano (antologia di soli racconti di Silverberg), Oscar Fantascienza n.1 (917), Mondadori, 1979. Contiene i racconti:
  - Buone notizie dal Vaticano (Good News from Vatican, 1971); edito in precedenza nell'antologia Buone notizie dal Vaticano, Urania n. 623, 1973
  - Quando andammo a vedere la fine del mondo (When We Went to See the End of the World, 1972); edito in precedenza in Buone notizie dal Vaticano, Urania n. 623, 1973
  - Il guardiano della muraglia (By the Seawall, 1967)
  - La notte di fuoco (The King of the Golden River, 1967)
  - Il vicino (Neighbor, 1964)
  - Il marchio dell'invisibile (To See the Invisible Man, 1963)
  - L'inferno com'è? (The Nature of the Place, 1963)
  - La sposa n° 91 (Bride Ninety-One, 1967)
  - Cetaceo innamorato (Ishmael in Love, 1970)
  - Giù nel paleozoico (Hawksbill Station, 1967)
- Occhi dal futuro (The Conglomeroid Cocktail Party, 1984), Urania n. 1086, 1988. Contiene i racconti:
  - Oltre il termine (The Far Side of the Bell-Shaped Curve, 1982)
  - Il papa degli scimpanzé (The Pope of the Chimps, 1982)
  - Lo scambio (The Changeling, 1982)
  - L'uomo che volava nel tempo (The Man Who Floated in Time, 1982)
  - Il palazzo a mezzanotte (The Palace at Midnight, 1981)
  - Mille passi lungo la via Dolorosa (A Thousand Paces Along the Via Dolorosa, 1981)
  - Al party dei conglomeroidi (At the Conglomeroid Cocktail Party, 1982)
  - Nostra signora dei Sauropodi (Our Lady of the Sauropods, 1980)
  - Gianni (Gianni, 1982)
  - Il guaio di Sempoanga (The Trouble with Sempoanga)
  - Come si passa il tempo a Pelpel (How They Pass the Time in Pelpel, 1984)
  - Aspettando il terremoto (Waiting for the Earthquake, 1981)
  - Non sono fratelli (Not Our Brother, 1982)
  - Nel bar (Racconto breve, The Regulars, 1981)
  - L'amante di Jennifer (Jennifer's Lover, 1982)
  - Il tempo ritrovato (Needle in a Timestack, 1983)

### Altre antologie
(antologie di autori vari in cui compaiono storie di Silverberg)
- Metà R, Metà S, Urania n. 517, 1969 - contenente i racconti:
  - La notte di fuoco (King of the Golden World, 1967)
  - Psicorobot (Going Down Smooth, 1968)
  - Soltanto alberi (The Fangs of the Trees, 1968)
- Buone notizie dal Vaticano, Urania n. 623, 1973 - contenente i racconti:
  - Buone notizie dal Vaticano (Good News from Vatican, 1971)
  - Quando andammo a vedere la fine del mondo (When We Went to See the End of the World, 1972)
- Tre viaggi nello spazio-tempo (Three Trips in Time and Space, 1992), Urania n. 1204 - contenente:
  - Tebe dalle cento porte (Thebes of the Hundred Gates, 1991; romanzo breve)
  - Viaggio verso casa (Homefaring, 1983; racconto lungo)
  - Creati per le tenebre (We Are for the Dark, 1988; romanzo breve)
- Legends (Legends: Short Novels by the Masters of Modern Fantasy, 1998), Sperling & Kupfer, 2001, 2002 (2 volumi). ISBN 8820032007. A cura di R. Silverberg. Il vol. 1 contiene il romanzo breve Il settimo santuario (The Seventh Shrine, 1998)

### Altri racconti
- L'uomo che non sapeva dimenticare  (The Man Who Never Forgot, 1957); come L'uomo che non dimenticava mai ne I mutanti, Grandi Opere Nord n.9, Editrice Nord, 1983 ; come L'uomo che non sapeva dimenticare in Hallucination Orbit, Albatros, Editori Riuniti, 1985
- Zona clonazione (The clone zone) traduzione Dafne Munro, Palermo, Urban Apnea Edizioni, 2017

### Saggi
- Alla scoperta dell'El Dorado (The Golden Dream, 1967), Piemme, 1998. ISBN 883843140X
- Navigatori dell'ignoto (The Longest Voyage, 1972), Piemme, 1999. ISBN 8838443300
- La leggenda del prete Gianni (The Realm of Prester John, 1996), Piemme, 1998. ISBN 8838431728

## Filmografia

### Sceneggiatore
- Rubis, regia di Daniel Moosmann (1984, film tv)
- Ai confini della realtà, episodio The Elevator/To See the Invisible Man/Tooth and Consequences (1986)
- Amanda & the Alien, regia di John Kroll (1995, film tv)
- Hindsight, regia di Patrick Steele (1997)
- L'uomo bicentenario, regia di Chris Columbus (1999)

### Attore
- Amanda & the Alien, regia di John Kroll (1995, film tv - non accreditato)